# Pacoima
Pacoima ist ein Stadtteil der kalifornischen Millionenstadt Los Angeles. Es ist der Geburtsort von Ritchie Valens.

## Lage
Pacoima liegt im Nordwesten des zu Los Angeles gehörenden Teiles des San Fernando Valley. Das Viertel grenzt an Arleta, Lake View Terrace mit dem Hansen Dam,  Lopez/Kagel Canyons, Mission Hills, San Fernando, Shadow Hills, Sun Valley und an Sylmar.
Der Pacoima Wash durchfließt das Viertel.

## Bevölkerung
Laut der Volkszählung in den USA 2000 lebten damals 75.014 Personen in Pacoima. Mit 86,5 % ist der Stadtteil überwiegend von Latinos bewohnt. 70,9 % der Einwohner stammen aus Mexiko. 47,1 % der Bewohner wurden nicht in den Vereinigten Staaten geboren.

## Geschichte
Das Gebiet des heutigen Pacoima wurde von Angehörigen des Tataviam-Stammes bewohnt. „Pacoima“ leitet sich aus ihrer Sprache ab.  Ab 1769 setzte die Kolonisierung ein, als der Priester Junipero Serra eine Missionsstation begründete.
1887 erwarb der Gründer Pacoimas Jouette Allen 10.000 Acker im San Fernando Valley und gründete hier die Stadt Pacoima. Die Stadt sollte exklusiv sein und nur die wohlhabendsten Siedler anziehen. Dieser Plan wurde durch eine Flutkatastrophe 1891 verhindert. Es wurde vielmehr eine landwirtschaftlich geprägte Siedlung.
1915 wurde Pacoima zusammen mit großen Teilen des San Fernando Valley nach einer Volksabstimmung ein Teil von Los Angeles.
Pacoima war das einzige Gebiet ohne grundstücksrechtliche Beschränkungen (Covenants) für nichtweiße Ansiedler im San Fernando Valley. Als im Zusammenhang mit dem Guerra Cristera eine Auswanderungswelle aus Mexiko einsetzte siedelten sich viele Mexikaner hier an. Gleichzeitig begannen in den 1920er Jahren sich Japaner hier anzusiedeln.
1938 kam es zu einer Flutkatastrophe im San Fernando Valley. In der Folge wurde das Land der Hansen-Familie enteignet und der Hansen Dam errichtet.
Die Zeit des Zweiten Weltkrieges führte zu Veränderungen. Zum einen wurden die ansässigen Japaner deportiert, zum anderen führte die kriegsbedingt boomende Luftfahrtindustrie zum vermehrten Bau von Wohnraum für Arbeiter.

## Kultur
Pacoima verfügt über relativ viele Wandmalereien in der Tradition der für Los Angeles typischen Murals. Diese Konzentration ist eine relativ junge Entwicklung. Pacoima verfügt damit über eine sogenannte Mural Mile. Die Mural Mile erstreckt sich entlang des Van Nuys Boulevard. Mittlerweile ist ein Verzeichnis der Wandmalereien verfügbar.

## Söhne und Töchter Pacoimas
- Ritchie Valens (1941–1959), Musiker
- Larry Cedar (* 1955), Schauspieler
- Justin Tryon (* 1984), American-Football-Spieler